# Generalstabsarzt

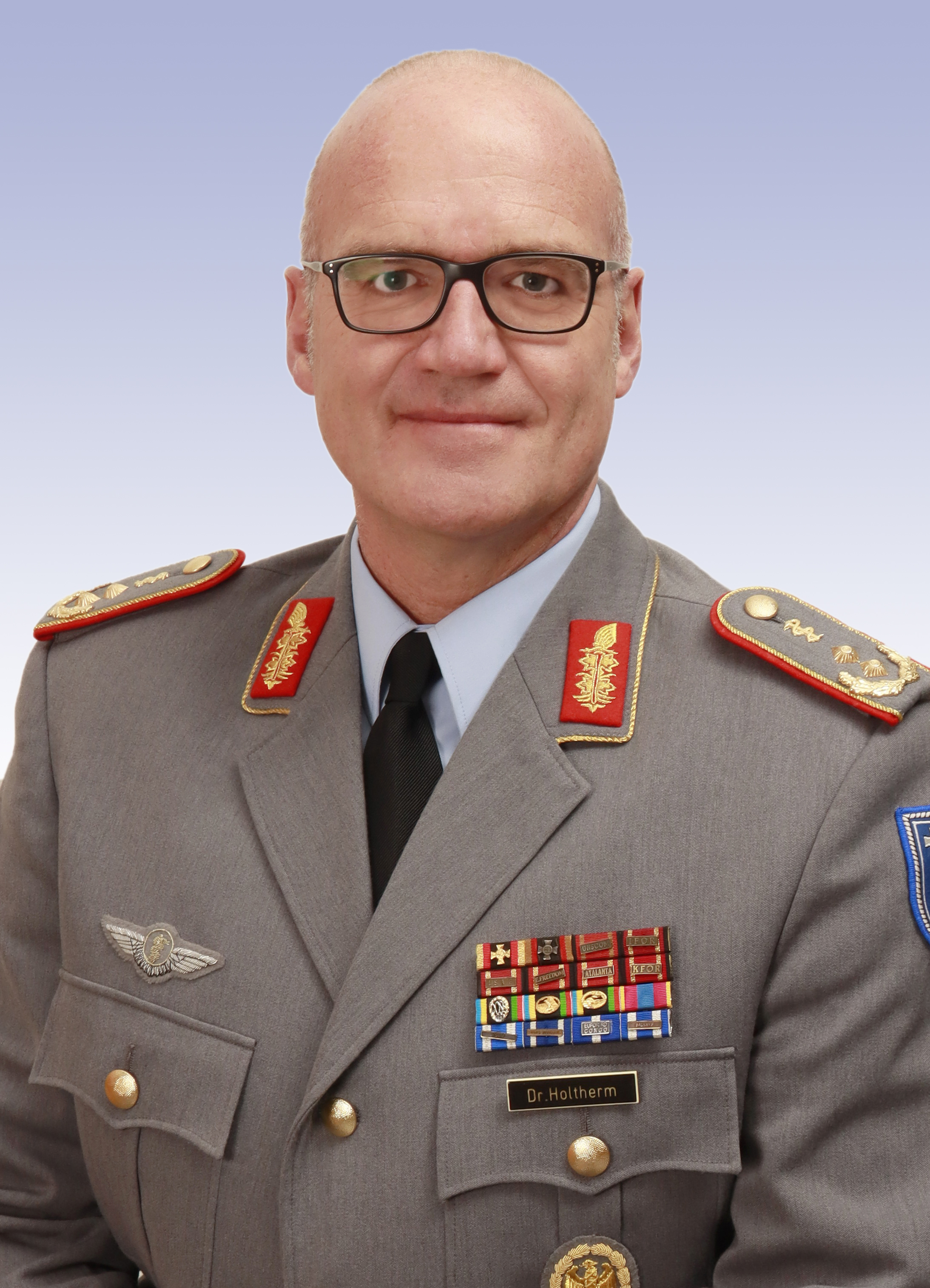
Generalstabsarzt Hans-Ulrich Holtherm als Kommandeur der SanAkBw

Der Generalstabsarzt ist ein Dienstgrad der Bundeswehr und früherer deutscher Streitkräfte. In früheren deutschen Streitkräften war der Generalstabsarzt auch die Bezeichnung für eine Dienststellung.

## Bundeswehr
Der Generalstabsarzt ist einer der Dienstgrade der Bundeswehr. Generalstabsärzte sind Sanitätsoffiziere mit einer Approbation als Arzt. Der Dienstgrad Generalstabsarzt wird durch den Bundespräsidenten mit der Anordnung des Bundespräsidenten über die Dienstgradbezeichnungen und die Uniform der Soldaten auf Grundlage des Soldatengesetzes festgesetzt.

### Dienststellungen
Bis März 2020, der Einführung von Hans-Ulrich Holtherm in das Amt als Leiter der gegründeten Abteilung Gesundheitsschutz, Gesundheitssicherheit, Nachhaltigkeit im Bundesgesundheitsministerium, waren Planstellen für Generalstabsärzte ausschließlich im Zentralen Sanitätsdienst der Bundeswehr ausgewiesen. Generalstabsärzte sind in der Regel:
- Kommandeur Gesundheitseinrichtungen, Stellvertreter des Inspekteurs des Sanitätsdienstes und Stellvertretender Befehlshaber Kommando Sanitätsdienst der Bundeswehr[A 3]
- Chef des Stabes Kommando Sanitätsdienst der Bundeswehr[A 3]
- Kommandeur Regionale Sanitätsdienstliche Unterstützung[A 3]
- Kommandeur Sanitätsakademie der Bundeswehr[A 3]

### Ernennung
Gesetzliche Grundlagen für die Ernennung zum Generalstabsarzt setzt die Soldatenlaufbahnverordnung (SLV) und ergänzend die Zentrale Dienstvorschrift (ZDv) 20/7. Im Detail sind die Laufbahnen dort aber nur bis zum Dienstgrad Oberstarzt reglementiert. Die Ernennung zum Generalstabsarzt ist dagegen im Wesentlichen eine vom Dienstherrn aufgrund der Eignung, Befähigung und Leistung des Soldaten zu treffende Entscheidung, die kaum weiteren Voraussetzungen unterliegt. Zum Generalstabsarzt werden in der Praxis üblicherweise nur Berufsoffiziere ernannt, die die Approbation zum Arzt aufweisen und darüber hinaus mindestens das medizinische Fachwissen eines Oberstarztes. Nach der Soldatenlaufbahnverordnung gilt sinngemäß, dass die Dienstgrade in der in der Anordnung des Bundespräsidenten beschriebenen Reihenfolge regelmäßig durchlaufen werden sollten und eine Mindestdienstzeit im vorangehenden Dienstgrad von mindestens einem Jahr die Regel sein sollte; in der Praxis waren Generalstabsärzte zuvor mehrere Jahre Generalärzte. Vor Beförderung in die Dienstgradgruppe der Generale ist keine besondere Prüfung abzulegen; in der Praxis haben viele Generalstabsärzte jedoch den Lehrgang Generalstabs-/Admiralstabsdienst an der Führungsakademie der Bundeswehr absolviert.

### Dienstgradabzeichen
Das Dienstgradabzeichen für Generalstabsärzte entspricht im Wesentlichen dem für Generalmajore. Zur Unterscheidung der Generalstabsärzte dienen zusätzliche Laufbahnabzeichen in Form eines Äskulapstabes. Die Schlange windet sich im Laufbahnabzeichen für Ärzte in doppelter Windung, bei Zahnärzten in einfacher Windung um den Stab.

### Geschichte
Der Dienstgrad wurde mit der sechsten Anordnung des Bundespräsidenten über die Dienstgradbezeichnungen und die Uniform der Soldaten vom 5. Mai 1966 neu geschaffen.

### Sonstiges
Hinsichtlich Befehlsgewalt im Sinne der Vorgesetztenverordnung und Wehrdisziplinarordnung, hinsichtlich Besoldung und hinsichtlich äquivalenter, nach- und übergeordneter Dienstgrade im Sinne der ZDv 14/5 sind im Übrigen Generalstabsärzte dem Generalmajor gleichgestellt. Besonders in medizinischen Fachfragen sind Sanitätsoffiziere häufig Fachvorgesetzte auch höherrangiger Soldaten. In der nach der Soldatenlaufbahnverordnung und ZDv 20/7 regelmäßig zu durchlaufenden Beförderungsreihenfolge ist der dem Generalstabsarzt vorangehende Dienstgrad der Generalarzt und der nachfolgende Dienstgrad der Generaloberstabsarzt. Den Dienstgrad Generalstabsarzt führen nur Heeres- und Luftwaffenuniformträger; der entsprechende Dienstgrad für Marineuniformträger ist der Admiralstabsarzt.
| Offizierdienstgrad |                                                                   |                                                                            |
| Niedrigerer Dienstgrad |                                                                   | Höherer Dienstgrad                                                         |
| Brigadegeneral Flottillenadmiral Generalarzt Generalapotheker Admiralarzt                                                       | Generalmajor Konteradmiral Generalstabsarzt n.v. Admiralstabsarzt | Generalleutnant Vizeadmiral Generaloberstabsarzt n.v. Admiraloberstabsarzt |
| Dienstgradgruppe: Mannschaften – Unteroffiziere o.P. – Unteroffiziere m.P. – Leutnante – Hauptleute – Stabsoffiziere – Generale |                                                                   |                                                                            |

## Frühere Streitkräfte

### Preußen und Bayern

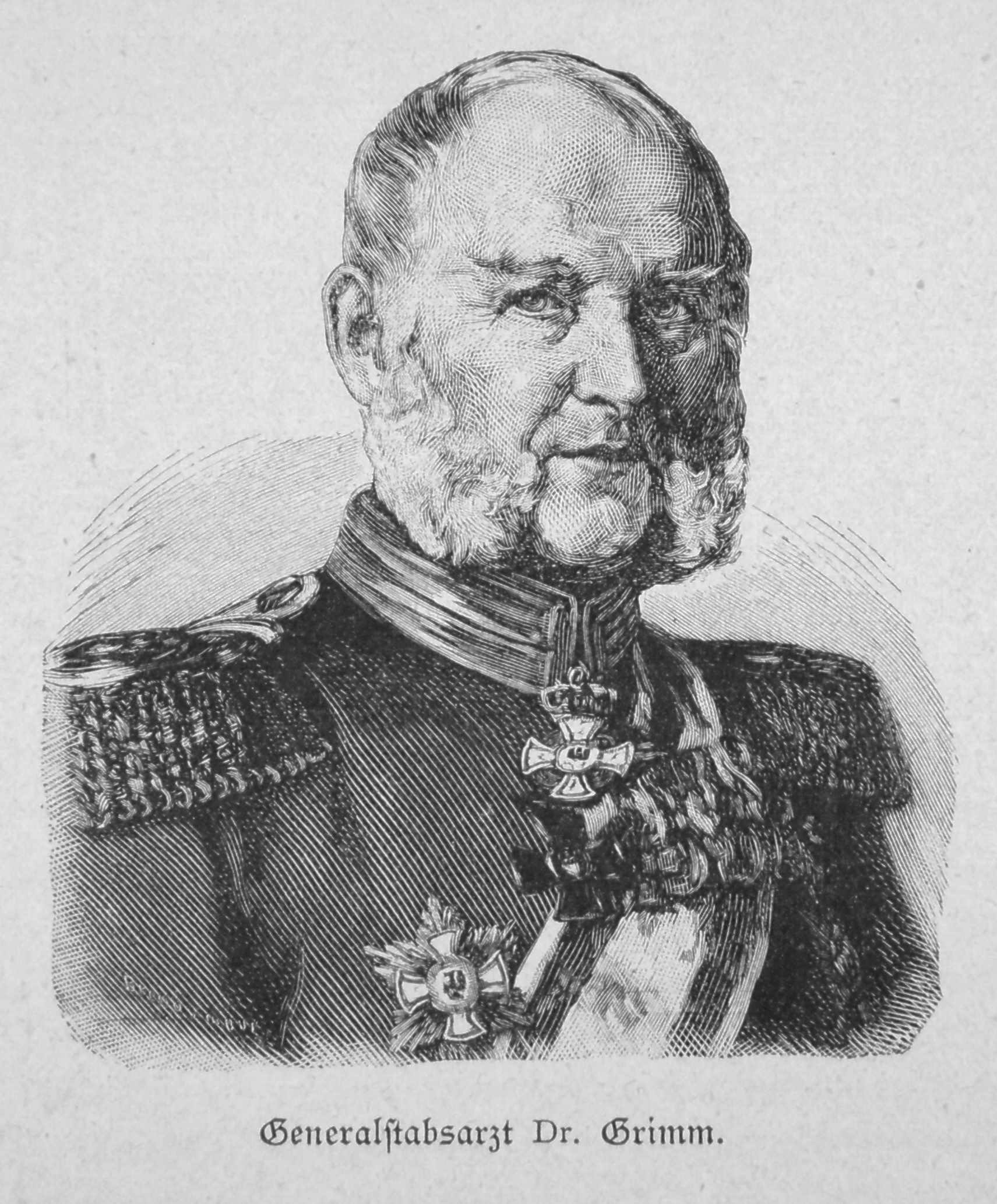
Heinrich Gottfried Grimm

In der Preußischen Armee und in der Bayerischen Armee war der „Generalstabsarzt der Armee“ der Chef des gesamten Militärmedizinalwesens. Gleichzeitig war er in Preußen Chef der Medizinalabteilung des Preußischen Kriegsministeriums und Chef des Sanitätskorps. Ihm gleichgestellt war der Generalstabsarzt der Kaiserlichen Marine, der zugleich Vorstand der Medizinalabteilung des Reichsmarineamtes und Chef des Sanitätskorps der Marine war. Wie beim Generalleutnant war die Ernennung zum Generalstabsarzt mit dem Titel Exzellenz verbunden.

### Wehrmacht
In der Wehrmacht waren der Generalstabsarzt der dem Generalarzt folgende nächsthöhere Generalsrang im Sanitätswesen. Er war ranggleich dem Generalleutnant in Heer und Luftwaffe, dem Admiralstabsarzt der Kriegsmarine sowie dem SS-Gruppenführer und Generalleutnant der Waffen-SS. Das Schulterstück ähnelte dem des Generaloberstabsarztes, zeigte aber nur einen Generalsstern.

### Österreich-Ungarn
Die Gemeinsame Armee hatte zwei etatmäßige Generalstabsärzte, die ebenfalls im Rang eines Generalmajors standen. Einer stand der Sanitätsabteilung im k.u.k. Kriegsministerium vor und war gleichzeitig Chef des militärärztlichen Offizierkorps, der andere war Präses des Militärsanitätskomitees. Auch die Sanitätschefs einiger Generalkommandos waren Generalstabsärzte.